# Courtney Ford
Courtney Braden Ford (Los Angeles, 27 de junho de 1978) é uma atriz americana. Ela é mais conhecida por seus papéis na televisão, como interpretar Christine Hill em Dexter (2009), Portia Bellerfleur em True Blood (2011), Lily em Parenthood (2012), Tonia Pyne em Murder in the First (2014), Kate Taylor em Revenge (2014), Kelly Kline em Supernatural (2016-2018) e Nora Darhk em Legends of Tomorrow (2017-2020). Ela também desepenhou o papel principal no filme de televisão Lifetime, Kept Woman (2015).

## Carreira
Ford descreveu sua carreira como estagnada nos dez anos anteriores a 2008, nos quais considerou deixar de trabalhar como atriz. No entanto, durante o que ela considerou ser sua última audição, Ford foi escalada para interpretar a repórter Christine Hill na sérei de televisão Dexter da Showtime.
Ela foi escalada para a série de sucesso da HBO, True Blood, como Portia Bellefleur, irmã de Andy Bellefleur. Ela foi um membro do elenco recorrente na quarta temporada. Na série de jogos Gears of War, ela dá voz a Maria Santiago, a esposa perdida do personagem Dom. Em Fallout 4 (2015), Ford dá voz a Piper Wright, uma potencial companheira e editora-chege do jornal de Diamond City, Publick Occurrences.
Ela também apareceu no nono episódio da quarta temporada de How I Met Your Mother intitulado "The Naked Man" e no episódio da quinta temporada de The Big Bang Theory, "The Good Guy Fluctuation".
Ford apareceu pela primeira vez como Nora Darhk no episódio "Return of the Mack de Legends of Tomorrow. Ela foi promovida a regular da série antes do início da 4ª temporada. Seu marido Brandon Routh já era regular na série desde o início do programa.. Em agosto de 2019, foi anunciado que Ford e Routh, cujos personagens haviam se tornado romanticamente ligados neste momento, deixariam Legends of Tomorrow durante a quinta temporada. Seu episódio final como regulares da série foi "Romeo v Juliet: Dawn of Justness". Eles retornariam para o centésimo episódio da série, bem como episódios separados do evento "Armageddon" de The Flash, Ford na parte cinco.

## Vida pessoal
Ford nasceu em Huntington Beach, Califórnia. Ela e Brandon Routh ficaram noivos em 23 de agosto de 2006, após três anos de namoro, e se casaram em 24 de novembro de 2007, no El Capitan Ranch, em Santa Bárbara. Seu primeiro filho, chamado Leo James, nasceu em agosto de 2012.

## Filmografia

### Filmes
| Ano  | Titulo            | Funçlão          | Notas          |
| ---- | ----------------- | ---------------- | -------------- |
| 1998 | BASEketball       | Garota do placar | Não creditado  |
| 2004 | Outside           | Devi             | Curta-metragem |
| 2006 | Denial            | Woman            | Curta-metragem |
| 2008 | Alien Raiders     | Sterling         |                |
| 2008 | Fling             | Sam              |                |
| 2011 | The Good Doctor   | Stephanie        |                |
| 2011 | Sironia           | Amanda           |                |
| 2014 | Missing William   | Abigail Leeds    |                |
| 2015 | Kept Woman        | Jessica Crowder  |                |
| 2015 | Meet My Valentine | Valentine        |                |
| 2017 | Back To Love      | Erica            |                |
| 2018 | The Front Runner  | Lynn Armandt     |                |

### Televisão
| Ano       | Titulo                         | Função                                        | Notas                                                                                      |
| --------- | ------------------------------ | --------------------------------------------- | ------------------------------------------------------------------------------------------ |
| 2000      | Profiler                       | Woman                                         | Episódio: "Besieged"; não creditado                                                        |
| 2001      | Moesha                         | Rita                                          | Episódio: "Saving Private Rita"                                                            |
| 2003      | Threat Matrix                  | Staci                                         | Episódio: "Cold Cash"                                                                      |
| 2006      | Just for Kicks                 | N/A                                           | Episódio: "Alexa in Charge"                                                                |
| 2006      | Ugly Betty                     | M.W.                                          | Episódio: "Fake Plastic Snow"                                                              |
| 2008      | Monk                           | Emily Carter                                  | Episódio: "Mr. Monk Gets Hypnotized"                                                       |
| 2008      | How I Met Your Mother          | Vicky                                         | Episódio: "The Naked Man"                                                                  |
| 2008      | Criminal Minds                 | Austin                                        | Episódio: "52 Pickup"                                                                      |
| 2009      | Cold Case                      | Tory Roberts                                  | Episódio: "Breaking News"                                                                  |
| 2009      | Dexter                         | Christine Hill                                | Papel recorrente, 11 episódios                                                             |
| 2010      | Human Target                   | Laura                                         | Episódio: "Rewind"                                                                         |
| 2010      | Grey's Anatomy                 | Jill Meyer                                    | Episódio: "Perfect Little Accident"                                                        |
| 2010      | NCIS                           | Suboficial, 2ª classe Kaylen Burrows          | Episódio: "Patriot Down"                                                                   |
| 2010      | The Vampire Diaries            | Vanessa Monroe                                | Episódio: "Bad Moon Rising"                                                                |
| 2011      | True Blood                     | Portia Bellefleur                             | 8 episódios                                                                                |
| 2011      | Drop Dead Diva                 | Gwen Walsh                                    | Episódio: "Bride-a-Palooza"                                                                |
| 2011      | CSI: NY                        | Nicole Moore                                  | Episódio: "Cavallino Rampante"                                                             |
| 2011      | NTSF:SD:SUV::                  | Mulher Europeia                               | Episódio: "I Left My Heart in Someone's Cooler"                                            |
| 2011      | The Big Bang Theory            | Alice                                         | Episódio: "The Good Guy Fluctuation"                                                       |
| 2011      | Hawaii Five-0                  | Suzy Green                                    | Episódio: "Ike Maka"                                                                       |
| 2012      | Parenthood                     | Lily                                          | 6 episódios                                                                                |
| 2014      | Murder In The First            | Tonia Pyne                                    | 4 episódios                                                                                |
| 2014      | Revenge                        | Kate Taylor                                   | 3 episódios                                                                                |
| 2015      | Kept Woman                     | Jessica Crowder                               | Filme de televisão                                                                         |
| 2016      | Castle                         | Courtney                                      | Episódio: "G.D.S."                                                                         |
| 2016–2018 | Supernatural                   | Kelly Kline                                   | 7 episódio                                                                                 |
| 2017      | August Creek                   | Erica                                         | Filme de televisão                                                                         |
| 2017–2021 | Legends of Tomorrow            | Nora Darhk, Marie Antoinette                  | Recorrente (temporada 3); Principal (temporadas 4-5); Convidado (temporada 7) 29 episódios |
| 2020      | Home Movie: The Princess Bride | Westley/The Man in Black/Dread Pirate Roberts | Recreação feita por fãs no Quibi                                                           |
| 2021      | The Flash                      | Nora Darhk                                    | Episódio: "Armageddon Part 5"                                                              |

### Video games
| Ano  | Titulo         | Função       | Notas |
| ---- | -------------- | ------------ | ----- |
| 2008 | Gears of War 2 | Maria        | Voz   |
| 2015 | Fallout 4      | Piper Wright | Voz   |